# Asteronyx
Asteronyx is een geslacht van slangsterren uit de familie Asteronychidae.

## Soorten
- Asteronyx longifissus Döderlein, 1927
- Asteronyx loveni Müller & Troschel, 1842
- Asteronyx luzonicus Döderlein, 1927
- Asteronyx lymani Verrill, 1899
- Asteronyx niger Djakonov, 1954
- Asteronyx simplex A.H. Müller, 1950 †
- Asteronyx spinulosa Kutscher & Jagt, 2000 †